# 689
Cette page concerne l'année 689  du calendrier julien. Pour l'année 689 av. J.-C., voir 689 av. J.-C.
L'année 689 est une année commune qui commence un vendredi.

## Événements
- 20 avril : l'ancien roi des Saxons de l'Ouest Cædwalla meurt à Rome, dix jours après son baptême par le pape Serge Ier[1].

- Le gouverneur Hassan ibn al-Nu’man conduit une expédition en Berbérie mais est vaincu près d’Aïn Beida par les Berbères[2].

- Code Asuka Kiyomihara, promulgué par l’impératrice du Japon Jitô[3].

- Défaite navale du royaume de Tarumanagara (Java occidental) devant la cité-État de Sriwijaya (Sumatra du Sud)[4], qui gagne ainsi l'hégémonie sur les détroits de la Sonde (actuelle Indonésie) et de Malacca (actuelle Malaisie).

- Traité de paix signé pour dix ans entre l'empire byzantin et les Omeyyades. Justinien II accepte de déplacer les Mardaïtes, montagnards belliqueux de l’Amanus qui effectuaient des raids dans les territoires musulmans, vers la Thrace, la Cilicie et la Pamphylie. Abd al-Malik et Justinien II s'entendent pour partager les impôts de l'Arménie, de Chypre et de l'Ibérie[5].

- Pépin de Herstal combat les Frisons. Leur prince Radbod est battu à Wyk-lez-Duurstede (Dorestad) et doit céder la Frise occidentale à Pépin (prise d’Utrecht)[6].
- Le roi des Lombards Cunipert est victorieux du duc ariens Alagis de Trente à la bataille de Coronate (it) (Cornate d'Adda). Le catholicisme devient religion d'État dans le royaume lombard[7].
- Expédition de Justinien II contre les Slaves de Macédoine, qui sont en partie déportés en Bithynie pour renforcer la défense contre les Arabes (Justinien peut lever un contingent de 30 000 hommes dans la population transplantée). Cette campagne permet aux Byzantins de rallier Thessalonique en traversant le pays slave[8].

## Décès en 689
- 8 juillet : Saint Kilian, moine irlandais, évangélisateur du nord de la Gaule.